# Regni saheliani

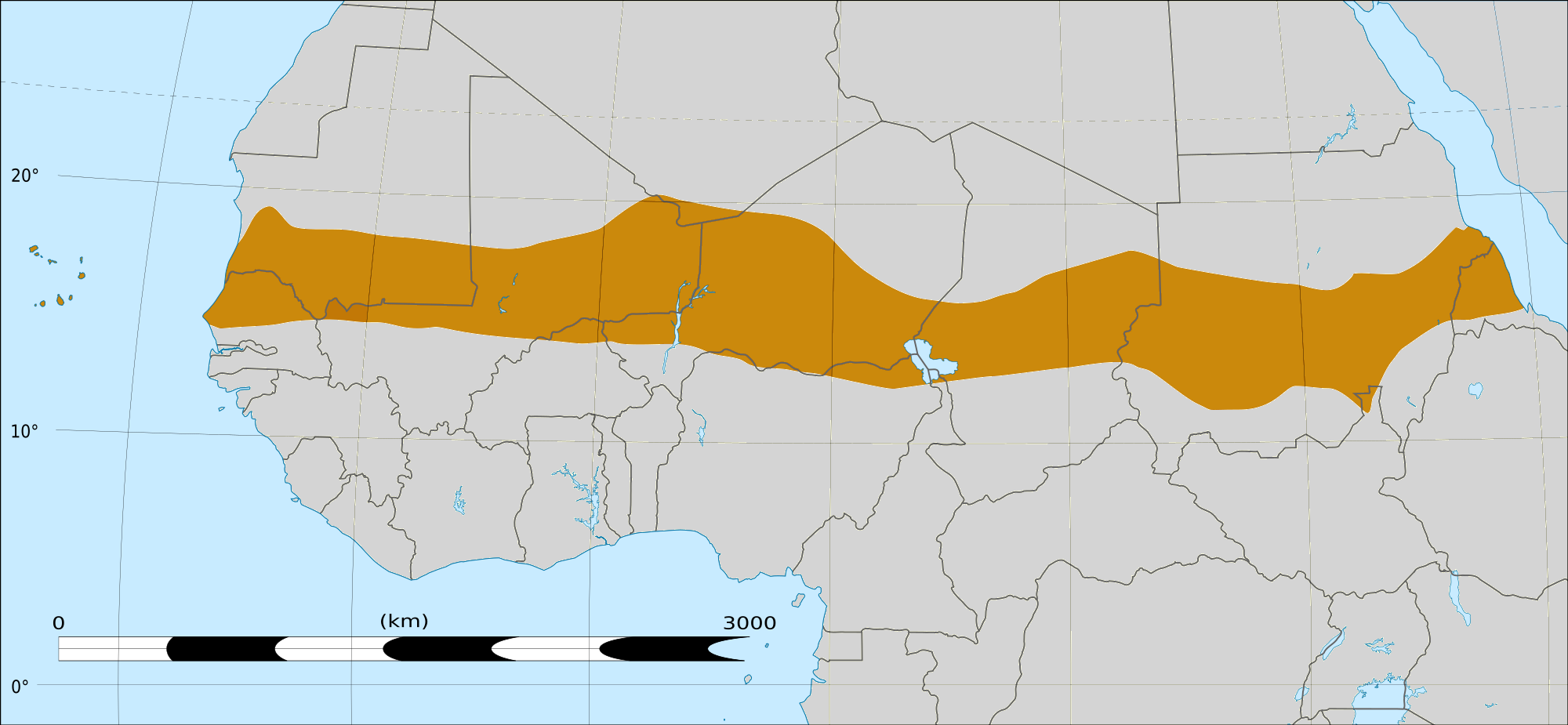
Il Sahel

I Regni saheliani o del Sahel furono una serie di regni e imperi con centro nell'area del Sahel, in Africa.
La ricchezza di questi stati proveniva dal controllo delle rotte commerciali del deserto del Sahara, attraverso il possedimento di cammelli e cavalli che permettevano di controllare vaste aree geografiche e di utilizzarli in battaglia se necessario.
Tutti questi regni inoltre erano caratterizzati da una forte decentralizzazione del potere con città con grande autonomia.
Questi stati dovettero limitare la loro espansione verso sud, nell'area abitata dagli Akan, dai Kru e dagli Yoruba, poiché il guerriero a cavallo era del tutto inutile nelle foreste, inoltre questi animali non potevano sopravvivere al caldo e alle malattie della regione.

## Carte geografiche

Stati africani tra il 500 a.C. e 1500 d.C.
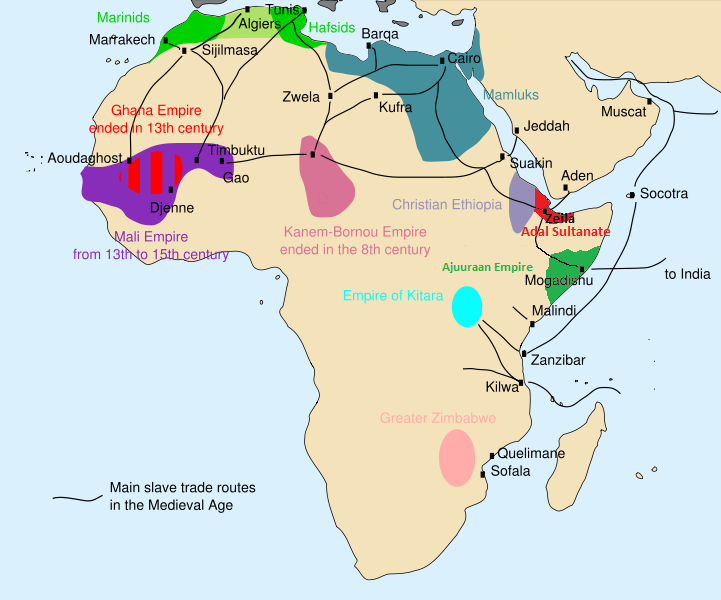
Le rotte commerciali di schiavi degli arabi in Africa durante il Medio Evo.
Rotte commerciali del deserto del Sahara occidentale c. 1000-1500
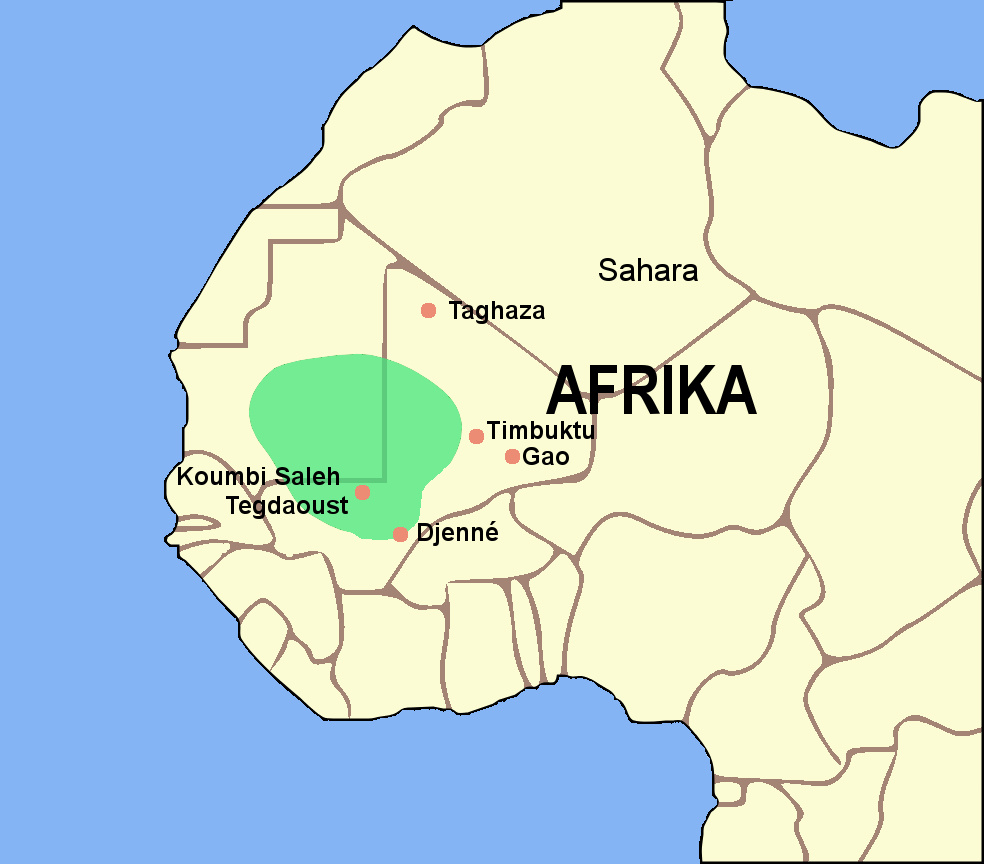
L'Impero del Ghana nel momento di massima estensione 1050
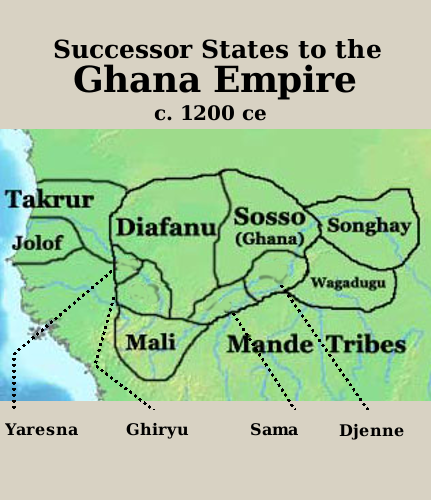
Gli stati successivi all'impero del Ghana 1200
Influenza dell'Impero Kanem 1200
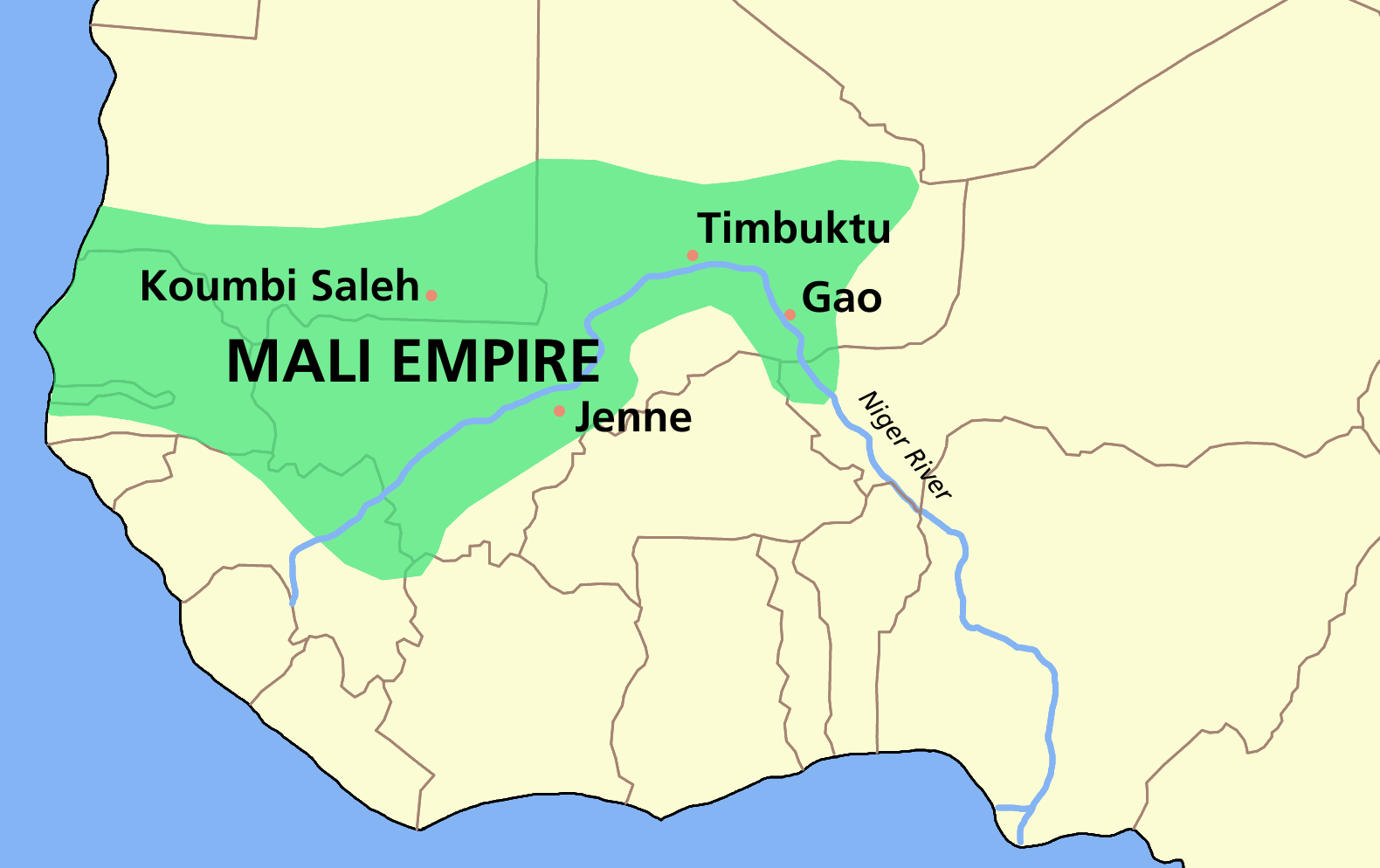
Estensione dell'Impero del Mali 1350
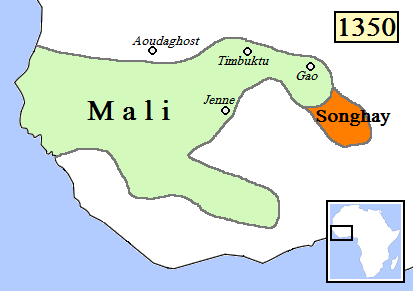
Estensione dell'Impero del Mali e dell'Impero Songhai, 1350
Stati costituenti l'Impero Wolof.
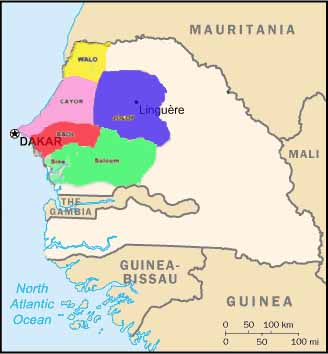
Stati costituenti l'Impero Wolof 1400
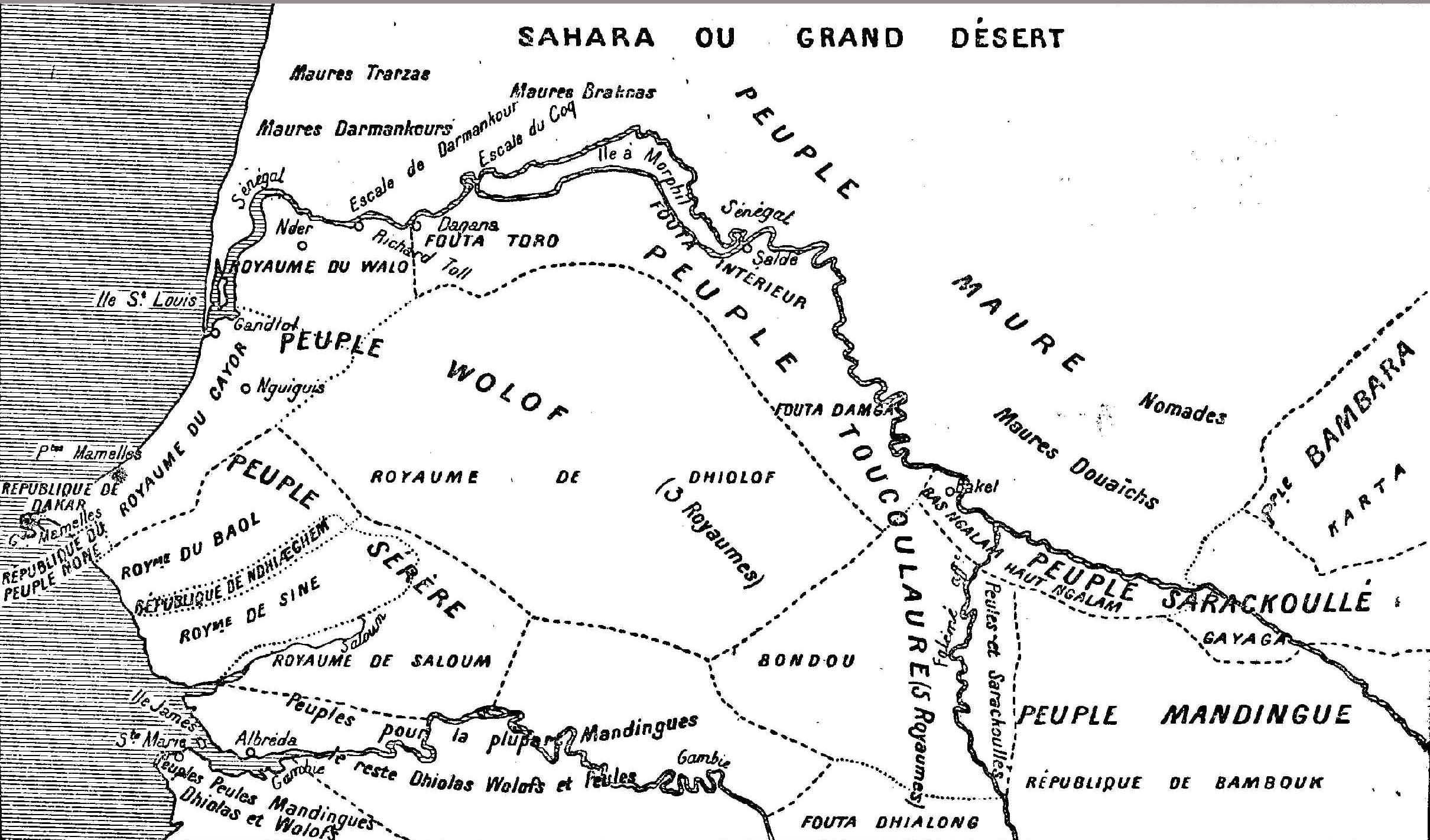
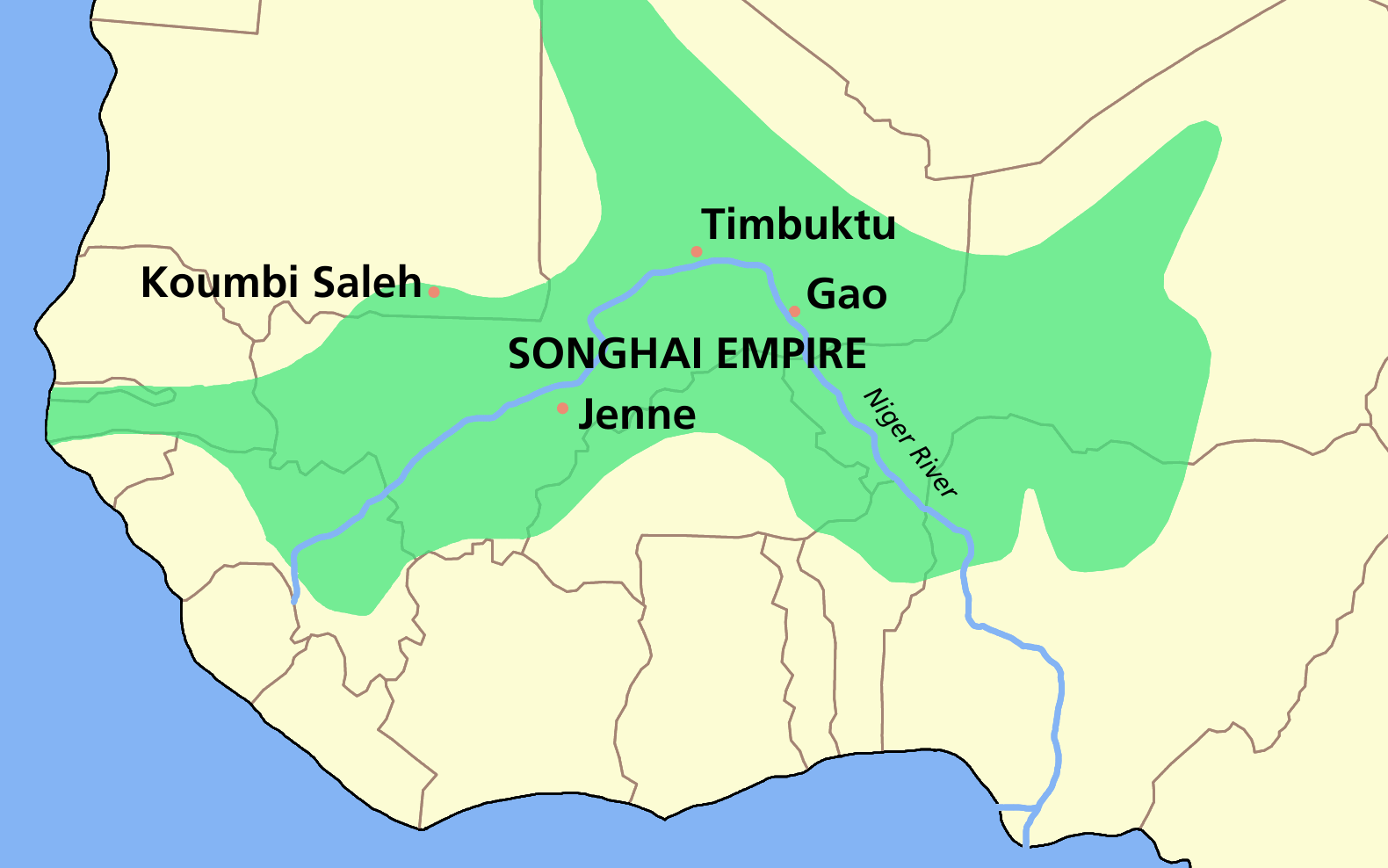
Impero Songhai c. 1500
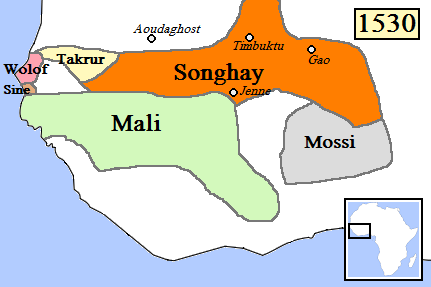
Impero del Mai, Impero Songhai e stati circostanti, c. 1530
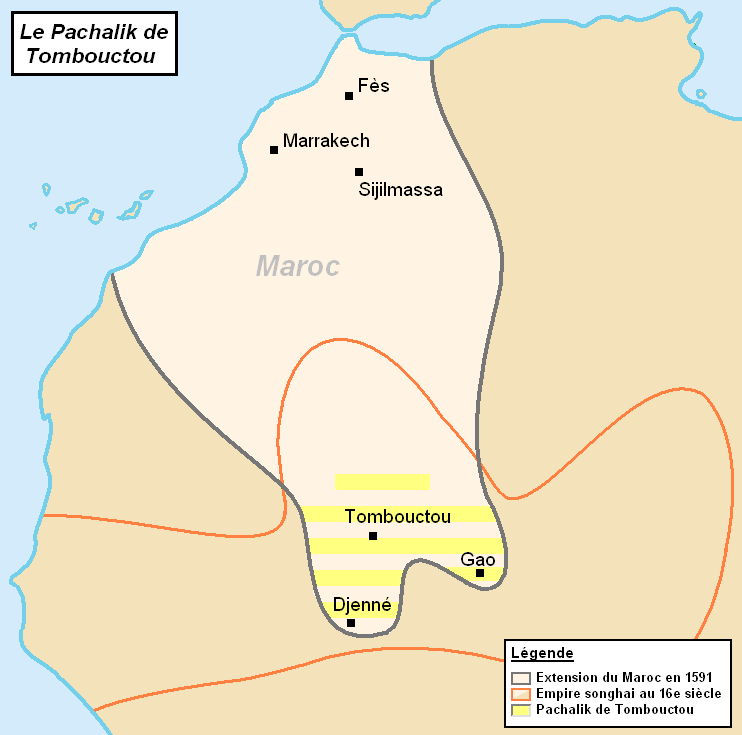
Carta dei Pashalik di Timbuktu (strisce gialle) come parte della Dinastia sa'diana del Marocco (delimitata in nero) dentro l'impero Songhai (delimitato in rosso), 1591
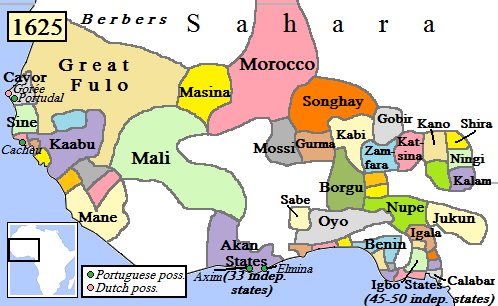
Impero del Mali e stati circostanti 1625
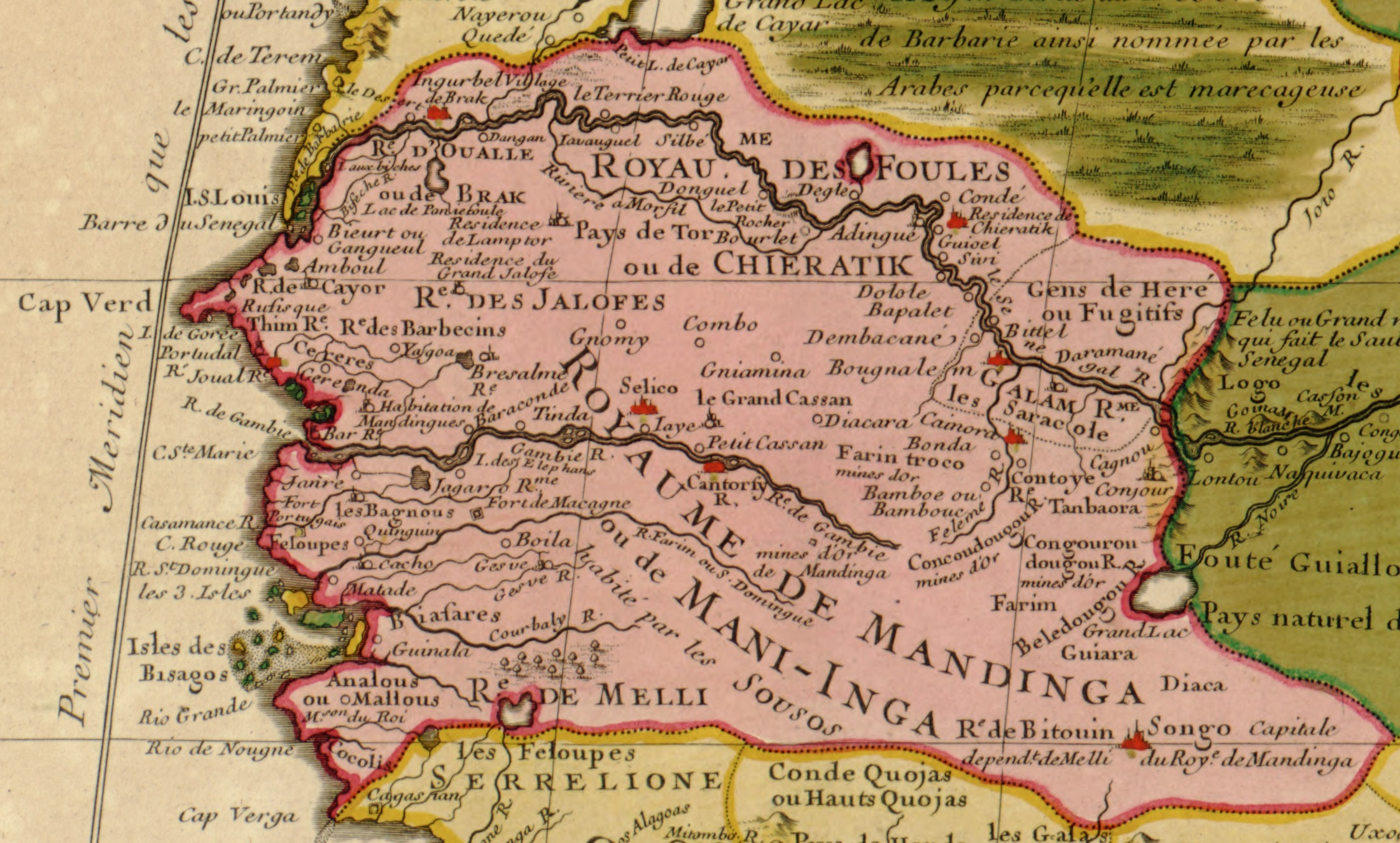
Senegambia 1707
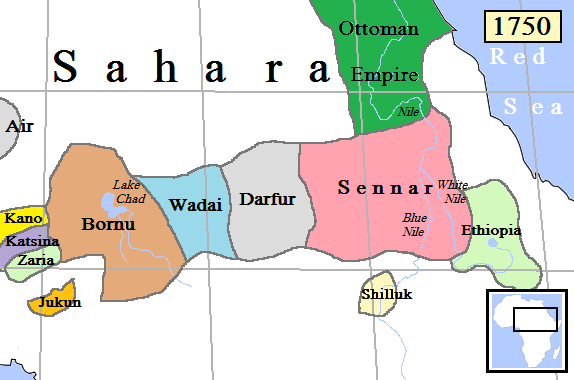
Impero Bornu e regni saheliani orientali 1750
Impero Bornu1750
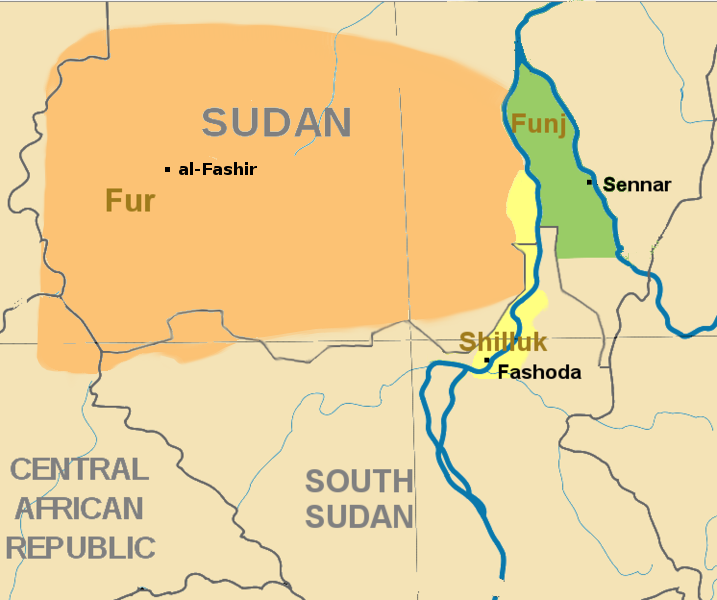
Regno Shilluk (giallo) e regni circostanti, c. 1800
Impero Bornu nel 1810
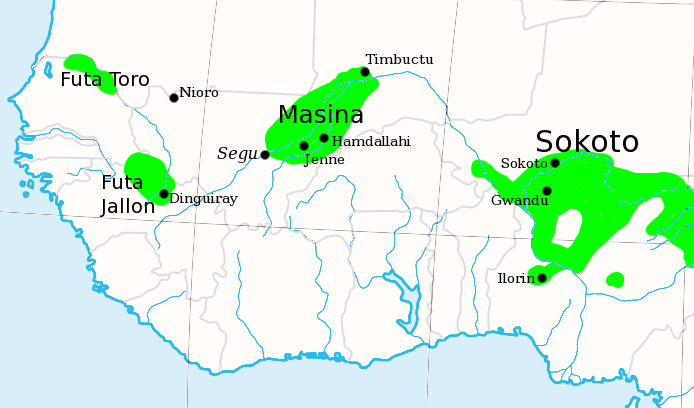
Stati Fulani dell'Africa occidentale, c. 1830
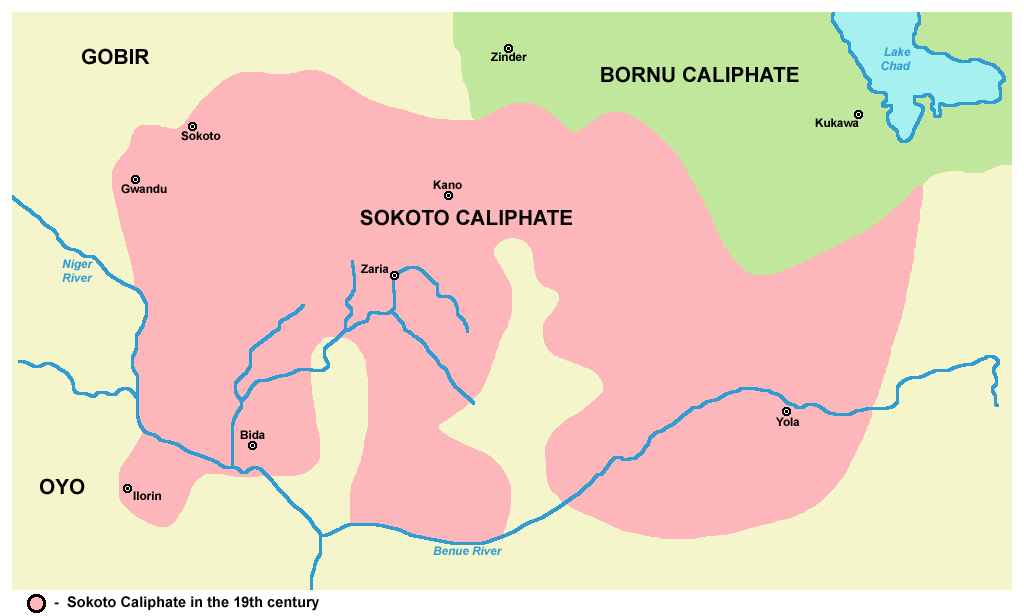
Califfato di Sokoto, XIX secolo
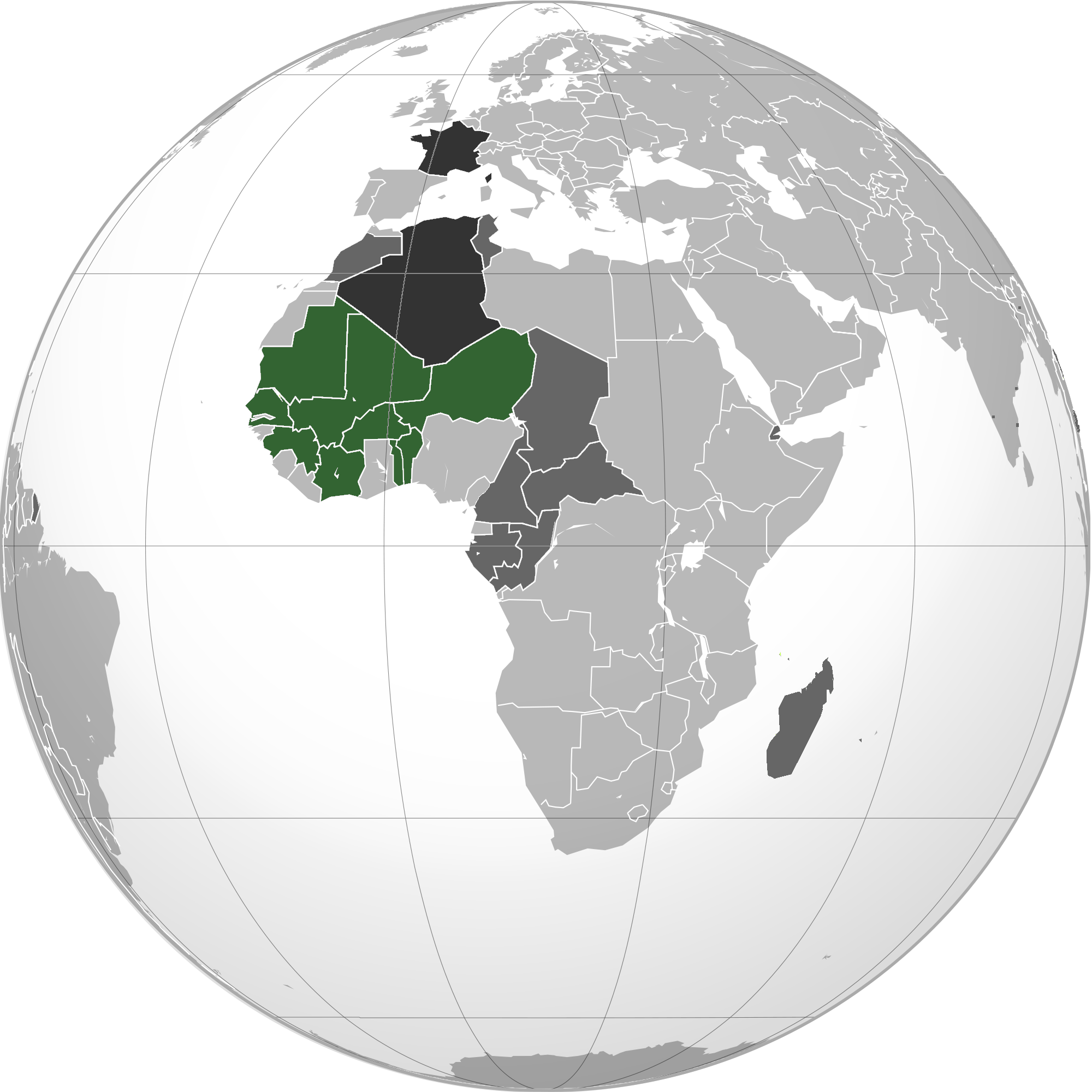
Africa Occidentale Francese (in verde) dopo la Seconda Guerra Mondiale, e altri possedimenti francesi (in grigio scuro).
Le più grandi regioni di provenienza degli schiavi dell'Africa, tra il XV e XIX secolo

## Lista

### Transnazionali
- Impero del Ghana
- Impero del Mali
- Impero Songhai
- Impero di Kanem-Bornu

### Senegambia e Guinea
- Tekrur
- Gajaaga
- Impero Wolof
- Regno di Baol
- Regno di Cayor
- Regno di Saloum
- Regno di Sine
- Regno di Waalo
- Regno di Denanke
- Kaabu
- Impero Baté
- Imamato di Futa Jalon
- Imamato di Futa Toro

### Mali, Costa d'Avorio e Burkina Faso
- Regni mossi
- Impero Bamana
- Regno di Kaarta
- Regno di Khasso
- Califfato di Hamdullahi
- Impero Toucouleur
- Impero di Kong
- Regno di Kenedugu
- Impero Wassulu

### Niger, Nigeria e Ciad
- Regni hausa
- Regno di Gao
- Regno Dendi
- Califfato di Sokoto
- Regno di Baguirmi
- Sultanato di Ouaddaï
- Sultanato di Agadez
- Sultanato di Damagaram

### Sudan
- Alodia
- Makuria
- Nobazia
- Regno Scilluc
- Sultanato di Sennar
- Sultanato del Darfur
- Califfato Mahdiyya